# 워터 택시 비치

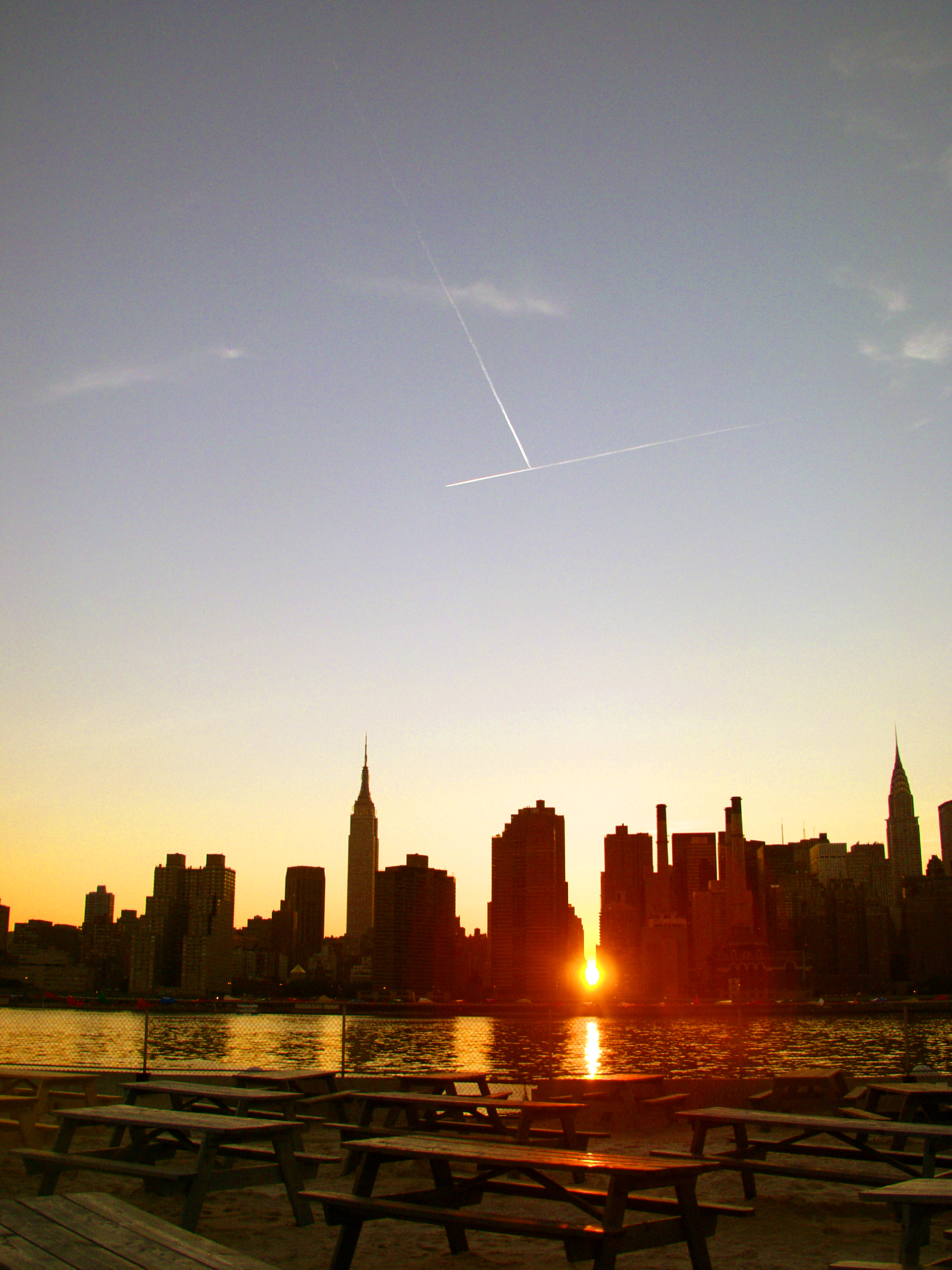
워터 택시 비치

워터 택시 비치(Water Taxi Beach)는 뉴욕 퀸스에 위치한 인공 해변이다. 뉴욕 수상 택시에 의해 2005년부터 2010년까지 운영되었다. 해변에는 핫도그, 햄버거, 맥주, 와인 등을 팔았다. 현재 이 지역은 주거 주택과 해안 공원으로 재개발될 예정에 있다.